# Biskupiec
Biskupiec (také Biskupiec Reszelski, do roku 1945 německy Bischofsburg) је město v Polsku ve Varmijsko-mazurském vojvodství v okrese Olsztyn. Rozkládá se v rovinaté krajině, na silničních a železničních tazích z města Olsztyn (a Barczewo) k letovisku Mrągowo. V roce 2024 zde žilo 9 924 obyvatel.

## Historie
První zmínka o Biskupci pochází z roku 1389. Díky své poloze na obchodní stezce z Varšavy do Královce (dnes Kaliningradu) se z malé osady rozvinulo malé město. Během existence meziválečného Polska byl Biskupiec součástí Německa, žila zde polská menšina. Po druhé světové válce bylo německé obyvatelstvo nakonec odsunuto.